# Tamarindo, Veracruz
Tamarindo är en ort i Mexiko.   Den ligger i kommunen Paso de Ovejas och delstaten Veracruz, i den sydöstra delen av landet, 290 km öster om huvudstaden Mexico City. Tamarindo ligger 25 meter över havet och antalet invånare är 223.
Terrängen runt Tamarindo är platt. Runt Tamarindo är det ganska tätbefolkat, med 96 invånare per kvadratkilometer. Närmaste större samhälle är Zempoala, 14,0 km norr om Tamarindo. Trakten runt Tamarindo består till största delen av jordbruksmark.